# 편지 폭탄

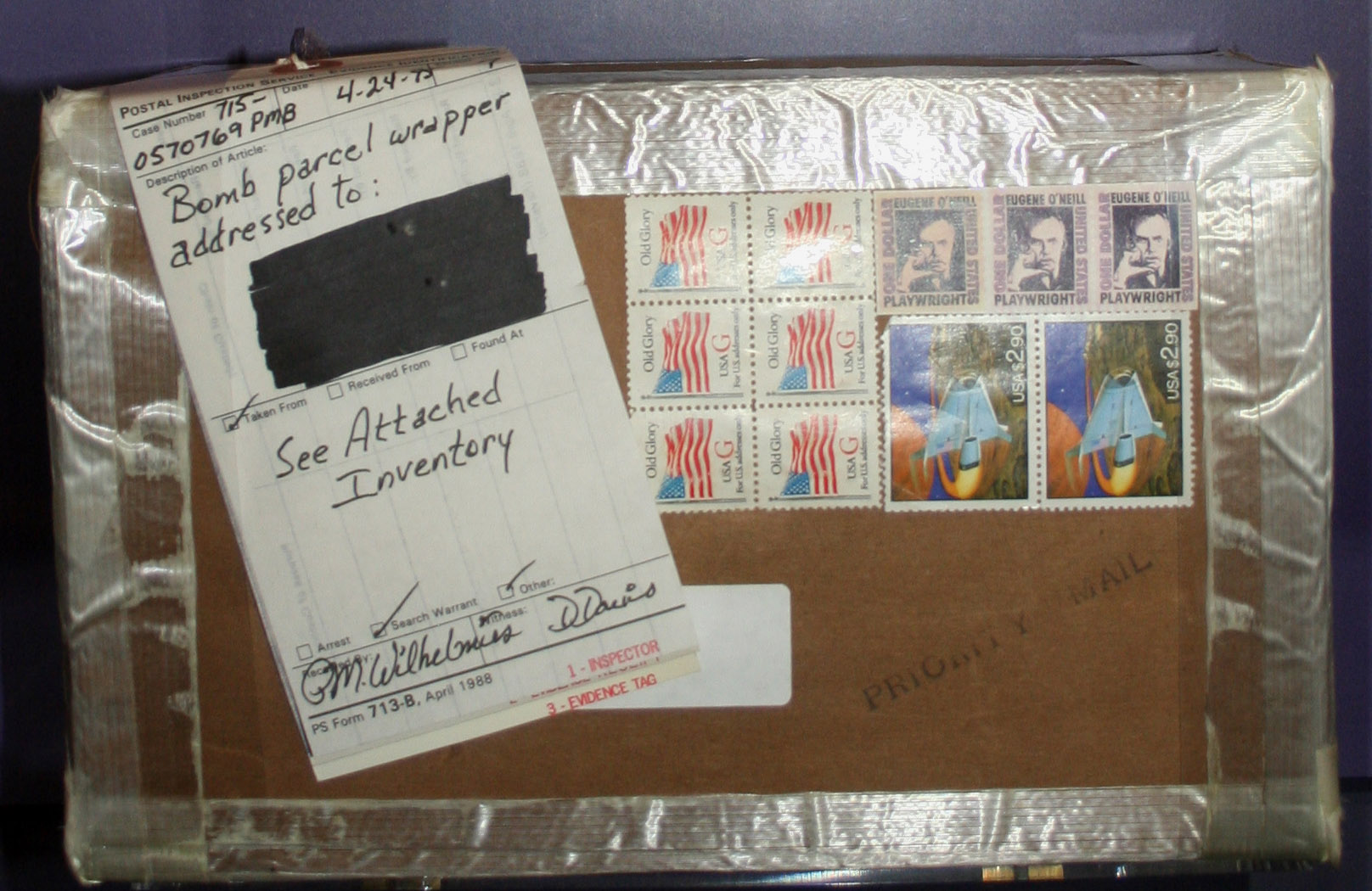
국립우편박물관에 있는 편지 폭탄

편지 폭탄(便紙爆彈)은 편지에 폭탄을 넣어 테러하는 방법이다.
우편 서비스를 통해 발송되는 폭발 장치로, 개봉 시 받는 사람을 다치게 하거나 죽이려는 의도로 설계되었다. 그들은 유나바머(Unabomber)와 같은 테러 공격에 사용되었다. 일부 국가에는 편지 폭탄 차단 및 편지 폭탄 조사를 담당하는 기관이 있다. 편지폭탄은 일반 우편 서비스가 존재했던 기간만큼 오래되었다.

## 같이 보기
- 바이오테러리즘
- 메일폭탄